# 科学 (期刊)
《科学》（英語：Science）是由美國科學促進會（AAAS）出版的一份英文学术期刊，創刊於1880年，是极具權威性和影响力的世界顶级学术刊物。目前《科學》期刊每周出版一次，订阅人数约为13萬，由于机构订阅和在线访问的形式涵蓋了更多受眾，估計實際读者數量超過40萬人。根据《期刊引证报告》，《科學》在2019年的影响因子为41.845。
《科學》主要刊載重大的原創性科學研究和科研綜述，也发表与科学相关的新闻、关于科技政策及科学家感兴趣的事务的观点。与大多数专注于特定领域的学术期刊不同，《科學》及其竞争对手《自然》涵盖了所有学科。雖然《科學》为美國科學促進會所持有，但世界各地的学者均可在其上發表論文，并不需要美国科学促进会的會員資格。然而，在《科學》期刊上发表論文的竞争非常激烈，因為在引用率如此之高的期刊上發表論文可為作者帶來關注并有助於其職業發展。提交至《科學》期刊的論文中，只有不到7%會被接受並發表，所有論文在正式刊登前都需經過同行評審。
《科學》的總編輯部位于美国华盛顿特区，在英国劍橋设有第二个办事处。

## 发展简史

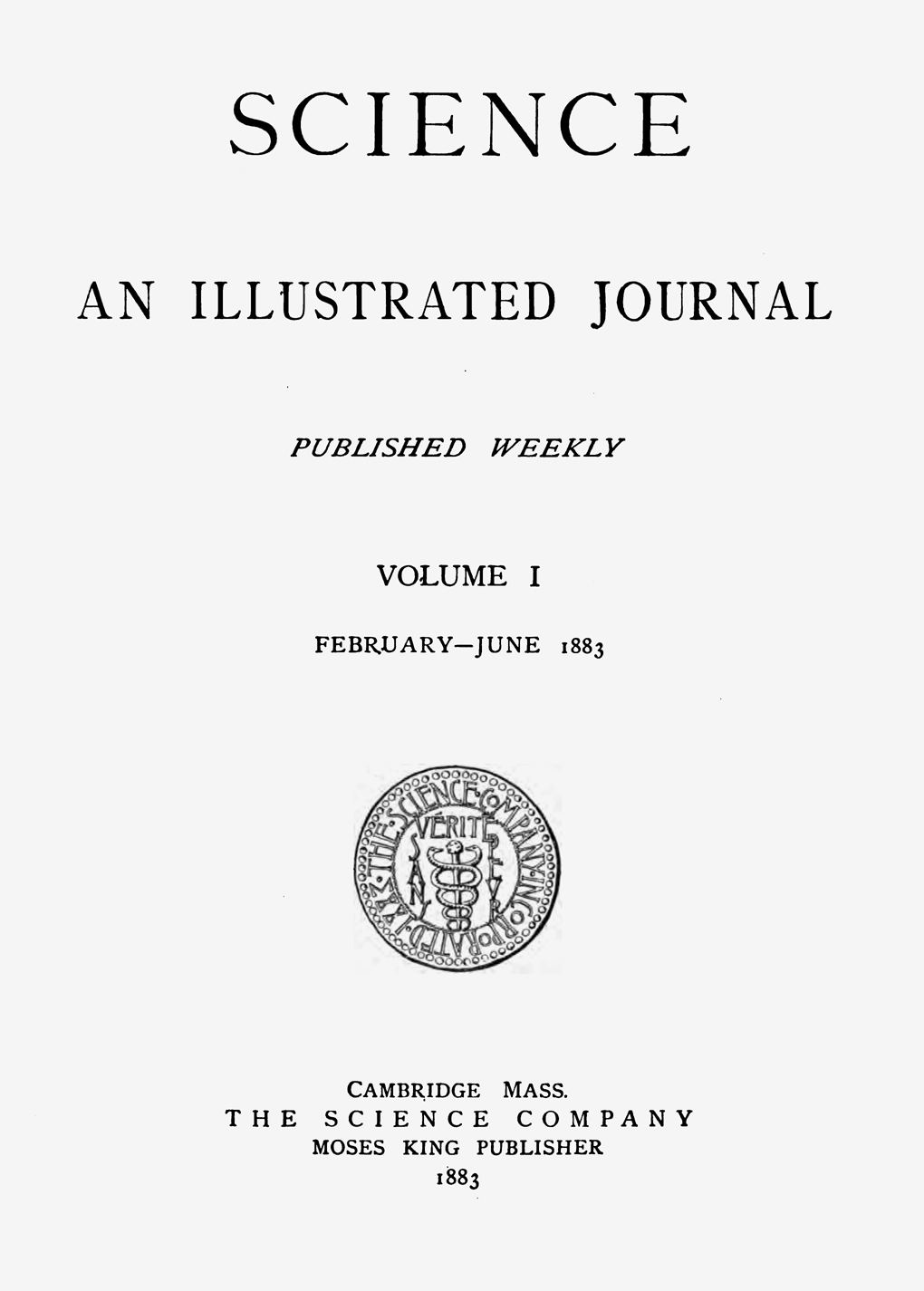
1883年2月至6月间，复刊后的《科学》第一卷的封面

1880年，纽约新闻记者约翰·邁克爾斯创立了《科学》期刊，其先后得到了托马斯·爱迪生及亚历山大·格拉汉姆·贝尔的资助，但由于從未擁有足夠的读者受众而難以為繼，《科学》于1882年3月停刊。一年后，昆虫学家薩繆爾·哈伯德·斯卡德（ Samuel Hubbard Scudder）使其复刊并取得了一定的成功；然而到了1894年，《科学》再次陷入财政危机，随后被以500美元的价格转让给了心理学家詹姆斯·麦基恩·卡特尔。
1900年，卡特尔与美國科學促進會秘书利蘭·奧斯安·霍華德（Leland Ossian Howard）达成协议，《科学》成为美国科学促进会的期刊。在20世纪初，《科學》發表的重要文章包括托马斯·亨特·摩尔根的果蠅遺傳、阿尔伯特·爱因斯坦的引力透鏡及埃德温·哈勃的螺旋星系。1944年卡特尔去世后，《科学》的所有权转移至美国科学促进会。

## 相关争议
2002年，《科学》期刊共撤销了八篇由德国物理学家扬·舍恩发表的论文，原因是文中很多数据实为舍恩所捏造。
一篇发表于2002年的关于药物二亚甲基双氧苯丙胺（MDMA）的神经学毒性的论文引发了一些争议，该文于2003年被撤销。
2006年，韩国生物學家黃禹錫发表在《科学》期刊上的一篇关于人体干细胞克隆胚胎研究的论文，被首尔国立大学查出明显造假。由《科学》期刊社成立的调查委员会发现，虽然这篇论文已按照正常的步骤审查，但期刊社却对其中的蓄意造假无能为力，因此委员会建议收到的论文稿件应分为无争议性和争议性文章，以使存在争议的文章能得到更严格的审查。《科学》期刊社表示，《自然》期刊在日後也可能会采用相同的论文审查标准。对此持有异议者为《科学》期刊的审查系统作辩护，指出严格应对造假只能是「为了揪出偶然的作弊者而对众多科学分支采取不计成本且具冒犯性的审查」。